# Јанићије Дробњак
Јанићије Дробњак (Пирот, 1874 — Париз, 1899) био је српски правник и књижевник. Најпознатији је као аутор драме у стиховима Потоњи деспот, извођене у Народном позоришту у Београду крајем 19. века.

## Рани живот, школовање и први објављени радови
Јанићије Дробњак био је син адвоката и начелника Пиротског округа Панте Дробњака.  Јанићије Дробњак ће се у детињству преселити у Београд, где ће се школовати у Другој мушкој гимназији. Како ће се касније присећати његов школски друг Андреја Андрејевић, "већ као матурант Друге београдске гимназије Дробњак је имао приличан број радова, штампаних и приуготовљених за штампање. Међу својим друговима он је заузимао прво место, и по спреми и по песничком таленту. На састанцима у књижевној дружини "Гимназијалац", под руковођењем професора Љубе Јовановића, он се редовно појављује с новим радовима, којима се диве његови другови, старији и млађи." Међу Дробњаковим школским друговима био је и две године млађи Милан Ракић, уједно Дробњаков сусед из Цетињске улице, за кога Андрејевић наводи да је "незавидљив и саосећајан и, што је за његове године било необично, искусан", подржавао свог старијег друга.
Дробњак је током гимназијског школовања у листу "Гимназијалац" (две свеске књижевних радова ученика Друге мушке гимназије, објављене 1891. и 1892. године) објавио епски спев "Пустињак" и циклус љубавних песама. Након објављивања спева "Пустињак", који ће Ракић и деценијама касније памтити као веома леп, Ракић предлаже Дробњаку да текст оцени и Ракићев деда Милан Ђ. Милићевић, познати књижевник и публициста, што ће овај и учинити, дајући Дробњаку подршку и савете за побољшање његовог рада. Ипак, Дробњак и Ракић се неће у свему слагати, тако да ће Дробњак, у тренутку када пише свој циклус љубавних песама, ући у расправе са Ракићем који се у то време одушевљава ларпурлартизмом и парнасизмом Теофила Готјеа, идејама које Дробњак ни на који начин не прихвата, што Андрејевић објашњава тиме да је "Ракић надмашио старијег друга у познавању стране литературе".

## Драма "Потоњи деспот"
Јанићије Дробњак 1893. године матурира, након чега уписује права на Великој школи. У међувремену, појављује се и као драмски писац, написавши своје прво веће дело, драму у стиховима у 5 чинова под називом "Потоњи деспот". У овој драми Дробњак описује догађај из историје српске средњовековне владарске породице Бранковића, са фокусом на лик Лазара, сина деспота Ђурађа и Јерине Бранковић. Дробњак своју драму заснива на историјски непотврђеној претпоставци да је Лазар отровао своју мајку, не би ли преузео власт над нестајућом Српском деспотовином. Драма ће се прво читати у стану Милана Ракића, на састанцима књижевног круга насталог у Другој мушкој гимназији и, како каже Андрејевић, "уз чашу доброг вина", након чега Ракић подстиче Дробњака да ову драму дају на читање Миловану Глишићу, дугогодишњем драматургу Народног позоришта. Дробњак и Ракић заједно односе драму Глишићу, који ће се након читања заложити да се дело младог писца, тек свршеног гимназијалца, постави на сцену Народног позоришта.
Премијера представе "Потоњи деспот" одиграће се у Народном позоришту, 8. априла 1895. године, уз учешће неких од најзначајнијих драмских уметника које је Србија у то време имала: режију ће потписати Милорад Гавриловић, док ће у представи главне улоге тумачити најпознатији глумци тог времена - Љубомир Станојевић, Милка Гргурова и Чича Илија Станојевић. Реакција публике на представу биће веома позитивна и представа ће се наредних неколико година играти у Народном позоришту, док је критика такође благонаклона, али наглашава извесне техничке и композиционе недостатке, тако да ће Милутин К. Драгутиновић навести: "Млади песник г. Дробњак умео је дати добру и тачну слику Лазара како га је он замислио. Гледалац зна какав је човек био тај последњи деспот од Србије. Али то нити је све нити је довољно. Требало јe дубље загледати у душу Ђурђевога сина и сагледати у њој све буре и све трзавице, па се онда тек могло приступити описивању и објашњавању таквога страснога карактера. Тада би се добила занимљива и верна слика душевних борба Лазаревих, према којој би се губио лаки цртеж његове душе, који видимо у овој драми. Место праве слике са пуним бојама, потпуном перспективом и јаком илузијом имамо пред собом скицу, лак нацрт праве слике, у коме видимо и неколико мајсторских црта, али који ипак остаје само нацрт." Како наводе каснији извори, Дробњак је "збиљом зрелога човека примио срцу савете и радио даље". Драгутиновић такође замера употребу речи "потоњи" у наслову драме, сматрајући да се хтело рећи "последњи", док "потоњи" значи "онај што долази". Ово Драгутиновићево тумачење је упитно, али је у каснијим изворима драма понекад називана и "Последњи деспот".
О драми "Потоњи деспот" Милан Ракић ће касније рећи: "У мојој генерацији било је неколико ванредних талената. Тако је био велики таленат Јанићије Дробњак. Верујте ми, пре њега нико није писао такве стихове у српској књижевности као он. Њему припада слава да је написао прву српску драму у стиховима, са сликовима од почетка до краја. Давана је у Народном позоришту. Звала се Потоњи деспот." У својој студији "Писци националног театра" Петар Волк ће за драму "Потоњи деспот" навести да је у питању "сасвим извесно био један од најзанимљивијих текстова који се појавио на српским сценама крајем прошлог (деветнаестог) века". Јован Христић ће се такође похвално изразити о "Потоњем деспоту", претпоставивши при томе разлоге за његову популарност: "Крајем деветнаестог века, 1895, у Народном позоришту изведена је једна драма до тада непознатог писца, Потоњи деспот Јанићија Дробњака, која је написана у дванаестерцу, на коме ће се и Бојић задржати. Као и Стефан Стефановић, њен писац је умро млад, не стигавши да ишта више напише за позорницу, али је његова драма остала као својеврстан изазов потоњим драмским писцима. И то не само по стиху, трохејском дванаестерцу, који је у Дробњаковој драми далеко природније средство изражавања него што су то били јамбови његових претходника, него и по томе што је она открила нову тему за нашу историјску драму. Када је написан Потоњи деспот, све велике теме наше историје биле су углавном исцрпене: и смрт цара Душана, односно судбина његовог наследника Уроша, и пропаст царства, и Косовски бој. Остао је, изгледа, само Први, односно Други устанак. Али у време нагле урбанизације нашег друштва – као што је приметио Миодраг Павловић - херој у сеоском костиму није био оно што је наша грађанска класа у успону највише желела да види на позорници. Устанак је био сељачка тема, а наши грађански песници и наша грађанска публика желели су нешто сасвим друго. Желели су да на позорницу изведу и да на позорници виде аристократе са којима су се могли идентификовати као са својим далеким, али на жалост изгубљеним, прецима." У својој докторској дисертацији на тему "Драмско виђење жене владара у српској историјској драми до средине 20. века", одбрањеној 2016. године, Снежана Булат наводи да "Потоњи деспот" "представља једну од најзначајнијих историјских драма које су се појавиле на међи деветнаестог и двадесетог века" и да се "са Јанићијем Дробњаком, у српској драми појављује лик деспотице Јерине који је ублажиo негативну слику, коју је о њој створила народна књижевност".

## Одлазак у Париз и смрт
Јанићије Дробњак по завршетку Велике школе одлази у Париз, где ће наставити да изучава правне науке. Такође, у супротности са ранијим заостајањем за Ракићем по питању познавања стране књижевности, "одао се читању стране драмске књижевности у слободним часовима". Што се тиче његовог књижевног рада, како ће наводити каснији извори, "он је пажљиво радио, не штампајући много, ни изблиза онолико, колико би могао, ослањајући се на свој први успех". У Паризу му се 1898. године придружује и Милан Ракић, који такође долази на школовање. Међутим, изненада, августа 1899, у Београд стиже вест да је Јанићије Дробњак у Паризу у својој 25. години умро. За Дробњаком су остали недовршени рукописи драма "Царица Ирина" и "Смиља - грађанска трагедија".
У некрологу у часопису "Звезда", објављеном неколико дана након Дробњакове смрти, наводи се: "Као што јутарњи, сунчев зрак својом топлином оживљује и буди из ноћнога сна, тако је и ум Јанићијев, својим песмама, будио и одушевљавао околину, у којој је он живео, с којом је резоновао и одушевљавао се за све оно што је лепо и узвишено. Добар, искрен друг, чија је душа била пуна љубави и милоште, он није знао да мрзи. То се види и по његовим песмама, које су овде онде угледале света. Али још више што га је уздизало изнад његових другова и вршњака, то је била силина његова ума, гвоздена воља за рад и изванредна интелигенција, који су му тако велику будућност отварали само да није ње, ох, тако ране смрти било. Али је не само својим песмама он наговештавао себи велики глас, него је његова жива фантазија и бујан ум, још у тако младим годинама, засекао у драму, и он је, у својој деветнаестој години написао ону лепу, у стиховима драму: „Потоњи Деспот", која се већ неколико година игра на нашој позорници." У "Цариградском гласнику" наводи се да је "била са свим оправдана нада да ћемо у Дробњаку добити једнога књижевника јаког темперамента и обилног поетског фонда.  (...) Али, у сред рада на који га је журио његов дух а помагали ненамерна родитељска љубов и пријатељство многих другова, његов живот заврши са драмом тако свакодневном и тако увек поражавајућом, он умре оставивши нас у почетку нада а родитеље у најдубљој, вечитој жалости."

## Оставштина
Милан Ракић је до краја живота чувао успомену на Јанићија Дробњака и желео да дође до његових радова, међутим без успеха. Ракић у једном разговору са Бранимиром Ћосићем 1929. наводи, помињући, поред осталог, и радове Јанићија Дробњака: "пре Турског рата и због својих радова, а и због неких других, тражио сам дружинску архиву (Гимназијалца), али је већ била нестала. Са тим наравно и ти први радови." Андреја Андрејевић ће навести да се Милан Ракић годину дана пред смрт (умро је 1938. године) распитивао да ли је Андрејевић сачувао неку Дробњакову песму и да ли зна где их може наћи. Андрејевић наводи да му је Ракић поверио да намерава да своју приступну академску беседу посвети оживљавању Дробњакове песничке личности. Андрејевић наводи да је, међутим, Ракић на крају за тему беседе изабрао Љубомира Ненадовића и сматра да је узрок за ту промену лежао у оскудици материјала. На сајту Српске академије наука и уметности се, међутим, наводи да је Ракић постао прави члан академије 1934. године и да није одржао приступну беседу.
У часопису за позоришну уметност "Сцена", који издаје Стеријино позорје, текст драме "Потоњи деспот" објављен је 1980. године, након чега ју је у позитивном контексту спомињало неколико историчара књижевности, међу којима Петар Волк, Јован Христић и Снежана Булат.